# Северная (нижний приток Вонданки)

Северная — река в России, протекает в Даровском районе Кировской области. Устье реки находится в 36 км по левому берегу реки Вонданка. Длина реки составляет 19 км.
Исток реки в лесном массиве близ границы с Костромской областью в 9 км к юго-западу от села Вонданка (центр Вонданского сельского поселения). Река течёт на юг, затем на юго-восток и восток, протекает несколько нежилых деревень. Впадает в Вонданку западнее деревни Коноваловы. В 5 км от устья принимает справа приток — реку без названия.

## Данные водного реестра
По данным государственного водного реестра России относится к Камскому бассейновому округу, водохозяйственный участок реки — Вятка от города Киров до города Котельнич, речной подбассейн реки — Вятка. Речной бассейн реки — Кама.
По данным геоинформационной системы водохозяйственного районирования территории РФ, подготовленной Федеральным агентством водных ресурсов:
- Код водного объекта в государственном водном реестре — 10010300312111100035577
- Код по гидрологической изученности (ГИ) — 111103557
- Код бассейна — 10.01.03.003
- Номер тома по ГИ — 11
- Выпуск по ГИ — 1